# Cisterna de la Mussara
La Cisterna de la Mussara és una obra de Vilaplana (Baix Camp) protegida com a Bé Cultural d'Interès Local.

## Descripció
Aquesta cisterna és el principal punt d'abastiment d'aigua de la Mussara. La construcció és de base rectangular amb una superfície aproximada d'uns 10 m². Les parets són de pedra i tenen una alçada d'uns dos metres i mig. Fins a un metre i mig d'alçada les parets estan recobertes per una capa de calç. La coberta és una cúpula de pedra seca. En el cantó proper al camí hi ha una obertura que permetia l'extracció d'aigua.
El poble de la Mussara no tenia aigua corrent.